# Anton Brändle

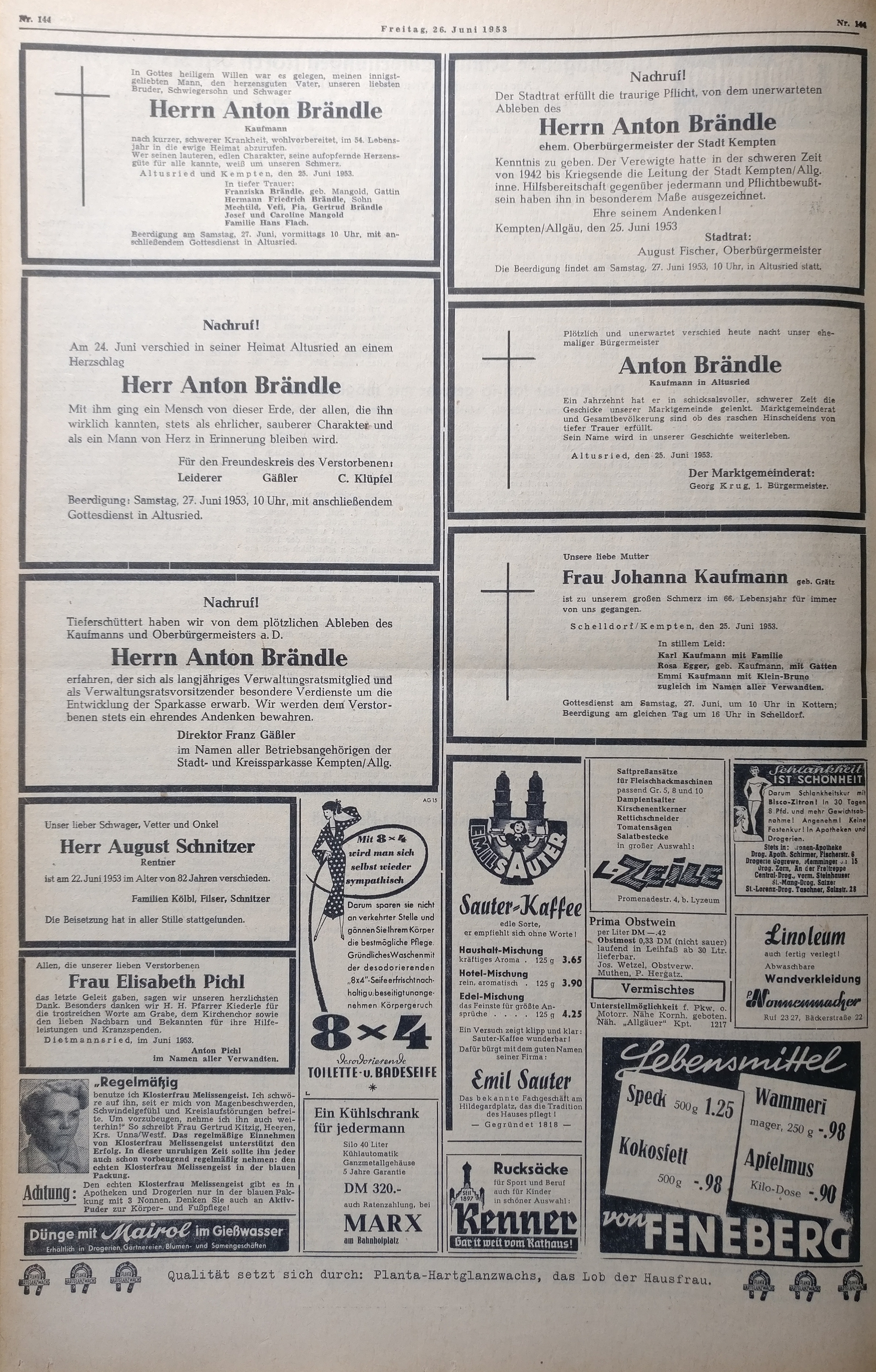
Traueranzeigen in Der Allgäuer (seit 1968 Allgäuer Zeitung) zu Brändles Tod: Neben seiner Familie beteiligten sich auch die Stadt Kempten, der Bürgermeister von Altusried und die Sparkasse Kempten. In der gleichen Ausgabe erschien ein Bericht über seine von zahlreichen Personen besuchte Bestattungszeremonie, seine Zeit als NSDAP-Funktionär blieb, wie üblich in der Zeit, unerwähnt.

Anton Brändle (* 31. Dezember 1899 in Altusried; † 24. Juni 1953 ebenda) war ein deutscher Kommunalpolitiker und NSDAP-Funktionär. Er war nach der Absetzung von Otto Merkt im Jahr 1942 bis zum Ende des nationalsozialistischen Regimes im Frühling 1945 Oberbürgermeister der Stadt Kempten. Davor war er NSDAP-Kreisleiter von Kempten-Stadt. Brändle war maßgeblich an der Judenverfolgung in Kempten beteiligt.

## Leben und Wirken

### Schulausbildung und Arbeit
In seinem Geburtsort Altusried besuchte Brändle von 1906 bis 1910 die dortige Dorfschule. Seine schulische Laufbahn setzte Brändle am Humanistischen Gymnasium (heute: Carl-von-Linde-Gymnasium Kempten) in Kempten fort. Mit 17 Jahren zog er freiwillig in den Ersten Weltkrieg, in dem er verwundet wurde. Anschließend legte er in Sigmaringen das Abitur ab und studierte ein Semester an der Handelsakademie in Calw.
In den Jahren 1920 bis 1923 war er als kaufmännischer Prokurist bei einem Unternehmen in Vilsbiburg tätig, dann trat er in das von seinem Großvater gegründete Kolonialwarengeschäft in seinem Heimatort ein. Anton Brändle betrieb gemeinsam mit seiner älteren Schwester den Laden, in dem ein Mischsortiment angeboten wurde. Später kam eine weitere Schwester von Brändle hinzu, die zuvor Direktrice in Vilsbiburg gewesen war. Brändle hatte dadurch mehr freie Zeit zur Verfügung, die er der Politik widmete.
Die Familie von Brändle war im Dorf sehr beliebt. Eine Tante spielte Orgel in der Kirche; Anton Brändle übernahm teilweise vor prominenten Gästen Hauptrollen auf der Freilichtbühne Altusried, zum Beispiel im Andreas-Hofer-Spiel.

### Aktivität als NSDAP-Mitglied
August 1922 trat der Kaufmann zum ersten Mal in die NSDAP ein, der neu gegründeten Partei schloss er sich zum 1. März 1930 an (Mitgliedsnummer 213.552). 1931 wurde Brändle SA-Mitglied. Brändle galt als rhetorisch begabt und erreichte aufgrund seiner Beliebtheit gute Wahlergebnisse in Altusried. Bei der Reichstagswahl im März 1933 bekam die NSDAP mit Brändle als Spitzenkandidaten dort 61,9 Prozent der Stimmen. Nach dieser erfolgreichen Wahl wurde Brändle zum ehrenamtlichen Bürgermeister seines Heimatdorfes ernannt; noch im selben Monat wurde er Leiter des NSDAP-Kreises Kempten-Stadt (Kreisleiter).
Den radikalen Antisemitismus der Zeit machte sich auch Anton Brändle zu eigen. Obwohl in Altusried keine Juden lebten oder aktiv waren, übernahm er die Ideologie der Nationalsozialisten und entwickelte einen starken Judenhass. Brändle organisierte in Kempten aktiv Aktionen gegen die jüdische Bevölkerung und Mischehen. Er wies die Bevölkerung ausdrücklich darauf hin, „nur bei Deutschen zu kaufen“. 1935 stand der Kreisleiter selbst in der Kritik, als ihm von Verantwortlichen der Kreisleitung Memmingen-Land vorgeworfen wurde, er beziehe Waren von einem Memminger Kaufmann jüdischer Herkunft. Brändle wies diesen Vorwurf entschieden zurück.

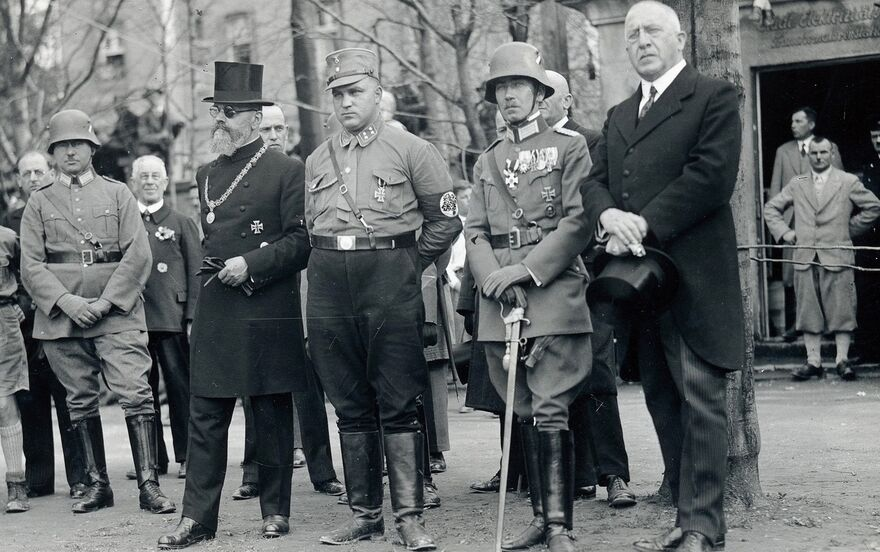
Braune Gestalten nach der Machtergreifung 1933: Bürgermeister Otto Merkt mit Zylinderhut auf dem Haupt und rechts daneben der spätere Bürgermeister Anton Brändle auf dem Königsplatz in Kempten, dieser hieß 1942 bis 1945 Platz des Führers.

Im Frühjahr 1933 wurde Brändle aus der SA ausgeschlossen, weil er seinen SA-Leuten die Durchführung eines Befehls des SA-Sonderbeauftragten von Schwaben, Major Hermann Ritter von Schöpf, verboten hatte. Zusätzlich beschwerte sich der Kreisleiter über den Sonderbeauftragten. Brändle war als Konsequenz seines Vorgehens nun nicht mehr im Besitz des Ranges eines Sturmbannführers und auch nicht mehr in der SA.
Der Gauleiter Karl Wahl, der den Sonderbeauftragten ebenso loswerden wollte, versuchte Brändle zu unterstützen und warf Schöpf vor, er wäre nur ein Trinker auf Parteikosten. Wahls Unterstützung half wenig; erst im Sommer 1934 wurde Brändle wieder in die SA aufgenommen und mit seinen ursprünglichen Dienstgraden versehen.
Ein weiterer Kontrahent von Brändle war der angesehene und langjährige Bürgermeister der Stadt Kempten Otto Merkt. Die kurzzeitige Absetzung Merkts 1933 weckte in Brändle vermutlich die Hoffnung, dessen Amt zu übernehmen. Die Wiedereinsetzung des gelegentlich Opponierenden (Merkt setzte sich zum Beispiel 1942 gegen die Deportierung der Kemptener Juden ein), aber ebenso NSDAP-Mitglieds Merkt bremste Brändles Pläne vorerst. Eine Satzungsänderung der Stadt Kempten hatte womöglich das Ziel zu verhindern, dass Brändle Bürgermeister der Stadt werden konnte, damit Otto Merkt das Oberhaupt der Stadtverwaltung bleiben konnte – zumindest interpretiert dies der Journalist Gernot Römer so. Die Änderung hatte zum Ziel, dass nur ein Jurist Bürgermeister werden konnte. Brändle war keiner.
1941 begann sich Brändle vom katholischen Glauben zu distanzieren. Ende 1942 verließ Brändle die Kirche – noch 1936 hatte er kirchlich geheiratet – und benachrichtigte diverse politische Leiter und Parteigenossen schriftlich über seine Entscheidung, die er mit seiner Verehrung des Führers Adolf Hitler begründete.
Mit der Absetzung des Oberbürgermeisters Merkt im Jahr 1942 wurde der bisherige Altusrieder Ortsvorsteher Brändle am 27. November 1942 Oberbürgermeister der Stadt Kempten. Brändle agierte während seiner Zeit als Oberbürgermeister hauptsächlich als Parteifunktionär und nicht als Kommunalpolitiker; für Kommunalpolitik fehlte ihm die Erfahrung.

### Ende des Regimes
Als sich das Ende des nationalsozialistischen Terrorregimes ankündigte – amerikanische Truppen näherten sich bereits Schwaben –, motivierte Brändle bei vier Veranstaltungen Volkssturmmänner und Reichsbahnbeschäftigte zum Aushalten bis zum Sieg des Deutschen Reichs. Noch im April 1945 schrieb Brändle in einer Allgäuer Tageszeitung mit der Überschrift „Wird Kempten verteidigt?“, dass er Kempten beim Ankommen der fremden Truppen nicht verlassen und bis zum Schluss weiterkämpfen werde.
Seine Versprechungen hielt der Oberbürgermeister indes nicht ein: Kurz vor der Besetzung Kemptens durch amerikanische Truppen am 27. April 1945 floh Brändle in einer Mönchskutte auf dem Fahrrad nach Buchenberg. Er wurde aufgegriffen und nach Kempten zurückgebracht. Bevor ihn die Amerikaner in ein Internierungslager überstellten, führten sie den Kemptenern ihren Oberbürgermeister noch einmal vor. Auf einer LKW-Pritsche wurde er in seiner Mönchskutte mit einem Gebetbuch in der Hand durch die Stadt gefahren. Aus dem Internierungslager in Regensburg schrieb Brändle im Oktober 1947 einen im Stadtarchiv Kempten erhalten gebliebenen Brief, in dem er seinem Vorgänger Merkt Anerkennung zollte. Er behauptete: „Es hat in Kempten Menschlichkeiten, aber keinen Terror gegeben, es hat aber auch kein totalitäres System, sondern einen demokratisch fundierenden und regierenden Ausgleich gegeben.“ Der Name dieser Politik sei Merkt. „Wenn es eine Widerstandsbewegung in Kempten gegeben hat, so heißt sie Dr. Merkt.“
Der Entnazifizierungsprozess von Anton Brändle zog sich bis 1950 hin. Brändle bekannte sich als überzeugter Anhänger des untergegangenen Regimes und seines Führers. In der letzten Instanz der Prozesse wurde Brändle als Aktivist eingestuft und für dreieinhalb Jahre in ein Arbeitslager eingewiesen. Ein Teil seines Vermögens wurde enteignet.

### Tod
1953 verstarb der 54-jährige Brändle an einem Herzschlag. In einer Todesanzeige der Stadt Kempten wurde er als hilfsbereite und pflichtbewusste Person charakterisiert. Am Tag der Beisetzung flaggte das Kemptener Rathaus halbmast. August Fischer, früherer NSDAP-Funktionär und dann parteiloser Oberbürgermeister, überbrachte bei der Beisetzung Brändles den Dank der Stadt und ein Blumengebinde. Ein Kemptener Bürger war mit diesen Ehrungen nicht einverstanden und äußerte sich schriftlich auf kritische Art dem stellvertretenden bayerischen Ministerpräsidenten Wilhelm Högner darüber.